# Јован Палеолог (велики примикарије)
Јован Палеолог (грчки: Ἱωάννης Παλαιολόγος; око 1330. - после 1. августа 1384) је био византијски заповедник Христопоља, Анактиропоља и Хрисопоља од 1356. године до своје смрти, 1384. године. Носио је титуле протосеваста и великог примикарија.

## Биографија
Јован Палеолог је био син великог доместика Димитрија Палеолога, значајног политичара Византијског царства који је пратио цара Јована (1341-1391) на његовом путовању у Италију. Мајка му је била Ана Кантакузин. Рођен је око 1330. године. Јован је имао старијег брата Алексија који се заједно са њим јавља као господар приморских градова. На историјску сцену Јован ступа 1356. године, након смрти српског цара Душана (1331-1355). Током 1356. или почетком следеће године, браћа Палеолог успела су да заузму градове Христопољ, Акарнанопољ и острво Тасос. Ове поседе потврдио им је сам цар Јован у личну својину. Поседима браће Палеолог прикључен је и Христопољ (1358), још и пре Душанове смрти нападан од стране неког гусара из Битиније. У фалсификованој повељи стоји да је Угљеша Мрњавчевић у Хрисопољу водио преговоре са византијским царем Јованом V Палеологом 1358. године. Расправљано је о приморским градовима које су заузели браћа Палеолог.
Византијски цар издао је браћи Палеолог повељу 1358. године поводом освајања Христопоља. Млађи брат Јован јавља се са титулом великог примикарија. До тада је носио титулу протосеваста. Алексије се јавља са титулом великог стратопедарха. Јован се у изворима наводи као зет византијског цара, а Алексије, као његов брат, био је пријатељ цара. Јован је био ожењен Аном Асасином. Јован и Ана су 1374. године поклонили манастиру Пантократора један виноград у околини Хрисопоља. Царица Јелена, супруга Јована V Палеолога, била је ћерка претходног цара Јована Кантакузина и Ирине Асен. Цар Јован и примикарије Јован били су ожењени двема сестрама од стричева.
Маричком битком је уништена Серска област, најснажнија феудална област на Полуострву. Сломљена је моћ куће Мрњавчевић и прекинута обнова српске државности. И пре Маричке битке Турци су односили победе над хришћанским армијама од којих је највећа победа код Димотике 1352. године. Ипак не би требало прецењивати турску моћ средином 14. века. Њихова држава простирала се на два континента, а Турци су увек избегавали да ратују на два фронта. У Европи су се користили несугласицама између хришћанских великаша; сукобом између Марка и Драгаша и сукобом између Лазаревића и Бранковића. У Византији је пораз Срба дочекан са одушевљењем. Манојло је освојио Сер и накратко се појавила мисао о обнови Византијске империје. Док је Манојло заузимао Сер, Турци нападају Свету Гору носећи оружје које су запленили од Срба као и опсадне справе. Манастири на Атосу претварају се у тврђаве. Нападе Турака осујетио је Јован Палеолог уз помоћ три млетачке лађе.
Алексије је умро пре августа 1373. године. Јован је градовима на егејској обали владао самостално до своје смрти. Последњи пут га у изворима срећемо 1. августа 1384. године када је саставио тестамент. Тестаментом је своју имовину завештао манастиру Пантократора. У постскриптуму се наводе и синови Јована Палеолога, Палеологопулос и Дука, који ће у манастиру аделфате и живети у њему или у неком од његових метоха.